# Floresta (Paraná)
Floresta is een gemeente in de Braziliaanse deelstaat Paraná. De gemeente telt 5.417 inwoners (schatting 2009).

## Aangrenzende gemeenten
De gemeente grenst aan Engenheiro Beltrão, Itambé, Ivatuba, Marialva en Maringá.